# Peachliner

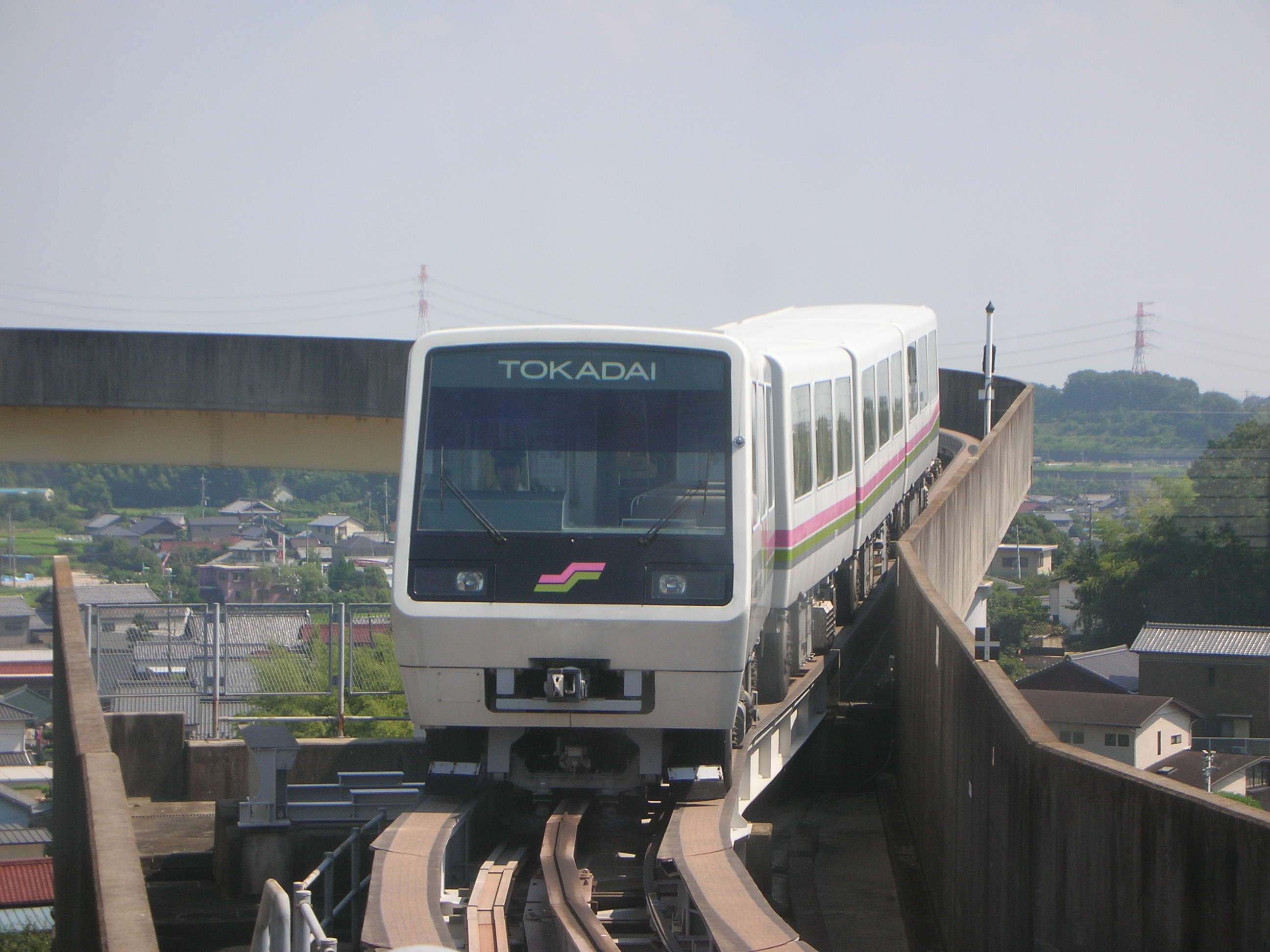
Tōkadai Shin-kōtsū Peach Liner

Peachliner lub Tōkadai Shin-kōtsū Peach Liner (jap. 桃花台新交通ピーチライナー) był kolejką jednotorową
w Komaki w prefekturze Aichi w Japonii. Działał od 1991 do 30 września 2006 roku. Początkowo planowano nim przewozić do 43 000 ludzi dziennie, jednak średnia wynosiła 2670 osób dziennie.

## Dane techniczne
- Długość: 7.4 km
- Liczba stacji: 7
- Napięcie: 750 V